# Matthäus Lang von Wellenburg
Matthäus Lang von Wellenburg (Augsburg, 1468 † Salzburg, 30 de març de 1540) va ser un cardenal alemany.
Matthäus Lang era el fill d'un burgès d'Augsburg i més tard va rebre el títol nobiliari de Wellenburg. Després d'estudiar a Ingolstadt, Viena i Tubinga va entrar al servei de l'emperador Frederic III d'Habsburg i ràpidament es va estendre la seva influència.
També va ser un dels assessors de major confiança del fill de Federic i successor de Maximilià I, i els seus serveis van ser recompensats en 1500 amb la prelatura de la catedral d'Augsburg i cinc anys més tard amb la posició del bisbe de Gurk. També va rebre el Bisbat de Cartagena a Múrcia el 1510 i va ser nomenat cardenal pel Papa Juli II, un any després. El 1514 va ser nomenat coadjutor de Leonhard von Keutschach, el príncep-arquebisbe de Salzburg, a qui va succeir el 1519. Va rebre el títol de cardenal bisbe de la diòcesi suburbicaria d'Albano el 1535.
En el curs de la propagació de la Reforma protestant Lang es va aferrar la més antiga fe, el seu orgull i arrogància, el van fer molt impopular en la seva diòcesi a Salzburg. I el 1523 es va veure involucrat en una lluita seriosa amb els seus súbdits a la ciutat de Salzburg, i el 1525, durant la Guerra dels camperols, va haver de tornar a lluitar per mantenir la seva posició. Els insurgents van ocupar la ciutat de Hallein, va devastar l'arquebisbe Burg Hohenwerfen i fins i tot van posar setge a la seva residència a Hohensalzburg, fins que van ser finalment derrotats amb l'ajuda de les tropes proporcionades per la Lliga de Suàbia.
El cardenal Lang va ser un dels principals ministres de Carles V, que va tenir un paper important en les negociacions internacionals del seu temps, i sempre va ser fidel als seus amos imperials. No sense raó ha sigut comparat amb el cardenal Thomas Wolsey. Va participar en el Conclave de 1534, on fou elegit el Papa Pau III.
Va morir el 30 de març de 1540 a l'edat de 72 anys.